# Réserve naturelle de Bergan
La Réserve naturelle de Bergan  est une réserve naturelle norvégienne et un site Ramsar  qui est située dans le municipalité de Holmestrand, dans le comté de Vestfold.

## Description
La réserve naturelle de 0,028 km2 a été créée en 1980, au sud de la réserve naturelle de Hillestadåsen entre Eidsfoss et Holmestrand.
C'est une forêt tempérée décidue luxuriante et variée avec des éléments de forêt d'aulnes gris et de forêts de tilleuls. Le frêne, l'orme, le chêne, le noisetier, le hêtre, l'érable et le vergne sont tous des arbres à feuilles caduques. Ce sont des arbres épris de chaleur qui prospèrent dans les zones basses et ensoleillées. Dans la réserve naturelle de Bergan, l'objectif est que l'épicéa et le hêtre ne deviennent pas dominants.